# 厥機
厥機（?—?），东汉末年的東部鮮卑首領之一。
厥機和素利、彌加都是鲜卑的大人，在辽西郡、右北平郡、渔阳郡塞外。因为和东汉远隔，开始不为边患，但是他们的部众多於轲比能。建安年间，厥機等人通过阎柔向汉朝上贡通商，曹操上表汉献帝请封弥加、素利、厥机为王。厥机死後，曹操又立他的儿子沙末汗为亲汉王。魏文帝立素利、弥加为归义王。太和二年（228年），素利死。